# Терновщина (Лубенский район)
Терновщина (укр. Тернівщина) — село,
Войниховский сельский совет,
Лубенский район,
Полтавская область,
Украина.
Код КОАТУУ — 5322881207. Население по переписи 2020 года составляло 100 
человек.

## Географическое положение
Село Терновщина находится на расстоянии в 1 км от села Матяшовка и в 2-х км от села Купьеваха.
По селу протекает пересыхающий ручей с запрудой.
Рядом проходят автомобильная дорога Р-42 и
железная дорога, станция Тарнавщина в 1-м км.

## Объекты социальной сферы
- Школа І—ІІ ст.